# Johannes Conradus Bouwmeester
Johannes Conradus Bouwmeester (Ommen, 12 oktober 1858 - Apeldoorn, 12 juli 1934) was een Nederlandse burgemeester. 

## Levensloop
Bouwmeester werd in 1858 geboren in Ommen, als zoon van Alexander Carel Bouwmeester en Aleida Immink. In 1885 was hij waarnemend secretaris (de facto burgemeester) van Ambt-Hardenberg. Hetzelfde jaar werd hij burgemeester van de voormalige gemeente Vriezenveen en zou dat tot 1931 blijven. Met meer dan 45 jaar was hij de langstzittende burgemeester van de gemeente. 

### Burgemeesterschap
Bouwmeester was een betrokken burgemeester. Een van zijn eerste daden was het laten bestraten van de Hoofdstraat (tegenwoordig het Oosteinde en het Westeinde). Hij nam het initiatief voor het graven van het Veenkanaal en ondersteunde de textielhandel van de Rusluie (Vriezenveense textielhandelaren in Sint-Petersburg) door te zorgen voor een post- en telegraafkantoor. Tijdens de Grote Brand van Vriezenveen in 1905 redde hij de belangrijkste documentatie in het gemeentehuis door die in de kluis op te bergen. De hulp die Vriezenveen uit het land en de koloniën ontving nadat het halve dorp in de as was gelegd was mede te danken aan de inspanningen van Bouwmeester.

### Nevenfuncties
In 1907 nam Bouwmeester het initiatief een afdeling van het Groene Kruis in Vriezenveen op te richten. Tot aan zijn pensionering bleef hij voorzitter. Daarnaast was hij in 1919 de eerste voorzitter van de Woningstichting Vriezenveen. Van 1886 tot 1931 was hij voorzitter van de Sociëteit Freizenveen, de herensociëteit in het dorp.

### Pensioen en overlijden
In 1931 ging Bouwmeester met pensioen en verhuisde naar Apeldoorn, waar hij in 1934 overleed.

## Familie
Zijn vader was burgemeester van Gramsbergen en Ommen. Zijn achterneven Coenraad Willem Johan, Alexander Carel Jan Frederik en Arnold Willem Bouwmeester waren burgemeesters in verschillende Drentse gemeenten.

## Trivia

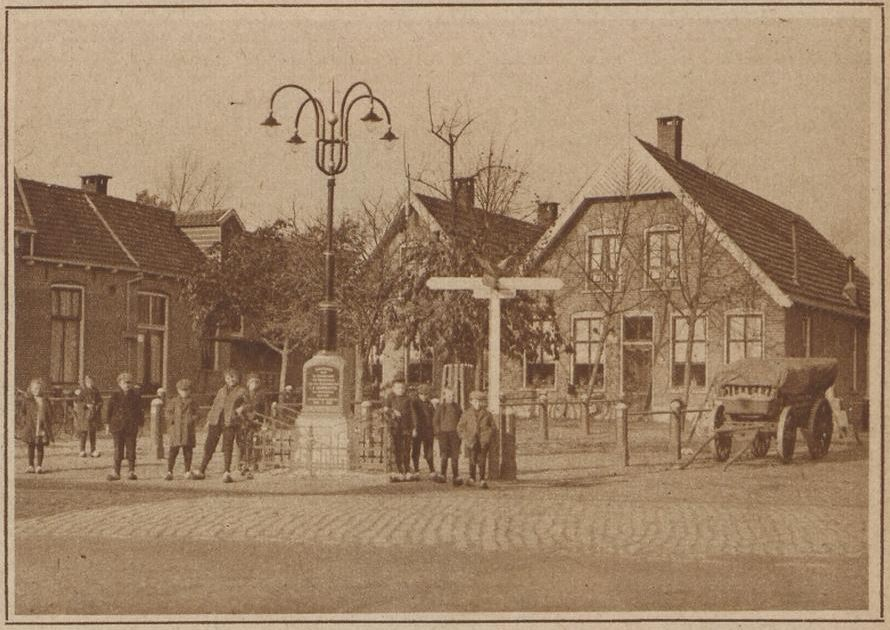
De monumentale lantaarnpaal ter ere van Bouwmeester

Enkele sporen in Vriezenveen herinneren nog aan Bouwmeester:
- De Bouwmeesterstraat.
- De elektrische lantaarnpaal voor het voormalige gemeentehuis die de bevolking hem aanbood bij zijn veertigjarig jubileum in 1925.